# Aviation légère de l'Armée de terre
Aviation légère de l'Armée de terre (Lehké letectvo pozemních sil, zkratkou ALAT) je letecká složka pozemních sil Francouzské armády. Vznikla původně v roce 1954 jako 
součást jejího dělostřelectva pod označením Aviation légère d'observation d'artillerie (Lehké dělostřelecké pozorovací letectvo, ALOA). Samostatným druhem zbraně se stalo v roce 2003. Její výzbroj se skládá především z vrtulníků.

## Organizace a složení
Velitelství vojskového letectva (Commandement de l'aviation légère de l'Armée de terre, COMALAT), dislokované ve Villacoublay, nese odpovědnost za provoz všech pilotovaných letadel Francouzské armády (Armée de terre), jejich týlové zabezpečení a výcvik jejich osádek. Pod jeho velení tak spadají zejména čtyři vrtulníkové pluky, které jsou po reorganizaci provedené v červenci 2016 hlavními útvary vojskového letectva armády Francie.
Pluky bojových vrtulníků  (francouzsky régiment d'hélicoptères de combat) č. 1, 3 a 5 tvoří 4. vzdušnou bojovou brigádu (4e brigade aérocombat) s velitelstvím dislokovaným v Clermont-Ferrand, která je hlavní operační formací ALAT.
Tyto pluky se dělí na dva prapory, z nichž jeden je označen jako prapor průzkumný a bitevní (bataillon de reconnaissance et d’attaque) a druhý jako prapor transportních a výsadkových vrtulníků (bataillon d’hélicoptères de manoeuvre et d’assaut). Prapory jsou dále tvořeny letkami (escadrille), typicky v počtu tří.
4. vrtulníkový pluk speciálních sil (4e régiment d'hélicoptères des forces spéciales), s posádkou v Pau, je složen z pěti letek pro speciální operace (escadrille d'opérations spéciales) a stupeň prapor u něj neexistuje. Tato jednotka podléhá společnému velení COMALAT a Velitelství speciálních sil pozemních vojsk (Commandement des forces spéciales terre), k jejichž podpoře je především určena.
Velitelství COMALAT je dále podřízeno několik samostatných útvarů školních, cvičných, spojovacích a podpůrných, a 9. prapor podpory aeromobilních sil (9e bataillon de soutien aéromobile), jednotka specializovaná na opravy a údržbu vrtulníkové techniky. 
COMALAT také nese odpovědnost za výcvik operátorů bezpilotních prostředků užívaných francouzskými pozemními silami, které mu ale z operačního hlediska nejsou podřízeny.

## Přehled letecké techniky

Zástava ALAT

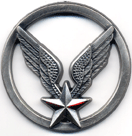
Baretový odznak příslušníků ALAT

Tabulka obsahuje přehled letecké techniky Francouzské armády podle Flightglobal.com.
| Název                          | Původ            | Určení                                                 | Verze             | Ve službě        | Poznámky                                                     |                  |
| Bojové vrtulníky               | Bojové vrtulníky | Bojové vrtulníky                                       | Bojové vrtulníky  | Bojové vrtulníky | Bojové vrtulníky                                             | Bojové vrtulníky |
| ------------------------------ | ---------------- | ------------------------------------------------------ | ----------------- | ---------------- | ------------------------------------------------------------ | ---------------- |
| Aérospatiale Gazelle           | Francie          | průzkumný/ozbrojený vrtulník                           | SA.341/SA.342     | 175              |                                                              |                  |
| Eurocopter Tiger               | EU               | bitevní vrtulník                                       | HAP/HAD           | 49               | Objednáno dalších 37                                         |                  |
| Transportní vrtulníky          |                  |                                                        |                   |                  |                                                              |                  |
| Aérospatiale SA 330 Puma       | Francie          | transportní vrtulník                                   |                   | 89               |                                                              |                  |
| Eurocopter AS532 Cougar        | Francie          | transportní vrtulník                                   |                   | 25               |                                                              |                  |
| Eurocopter EC 725              | EU               | záchranný a transportní vrtulník pro speciální operace | EC.725 Caracal    | 8                |                                                              |                  |
| NHIndustries NH90              | EU               | transportní vrtulník                                   | TTH90 Caïman      | 18               | Objednáno dalších 56                                         |                  |
| Dopravní a transportní letouny |                  |                                                        |                   |                  |                                                              |                  |
| Pilatus PC-6                   | Švýcarsko        | užitkový/lehký transportní letoun vlastností STOL      | PC-6 Turbo Porter | 5                |                                                              |                  |
| Socata TBM                     | Francie          | spojovací a lehký dopravní letoun                      | Socata TBM-700    | 8                |                                                              |                  |
| Cvičná letadla                 |                  |                                                        |                   |                  |                                                              |                  |
| Aérospatiale Gazelle           | Francie          | cvičný ozbrojený vrtulník                              | SA.341/SA.342     | 18               |                                                              |                  |
| Aérospatiale SA 330 Puma       | Francie          | cvičný transportní vrtulník                            |                   | 1                |                                                              |                  |
| Eurocopter EC 120              | Francie          | cvičný vrtulník                                        | EC 120B Colibri   | 37               | Stroje jsou provozovány ve spolupráci se společností Hélidax |                  |
| Eurocopter Fennec              | Francie          | cvičný vrtulník                                        | AS 555 Fennec 2   | 17               |                                                              |                  |

## Fotogalerie

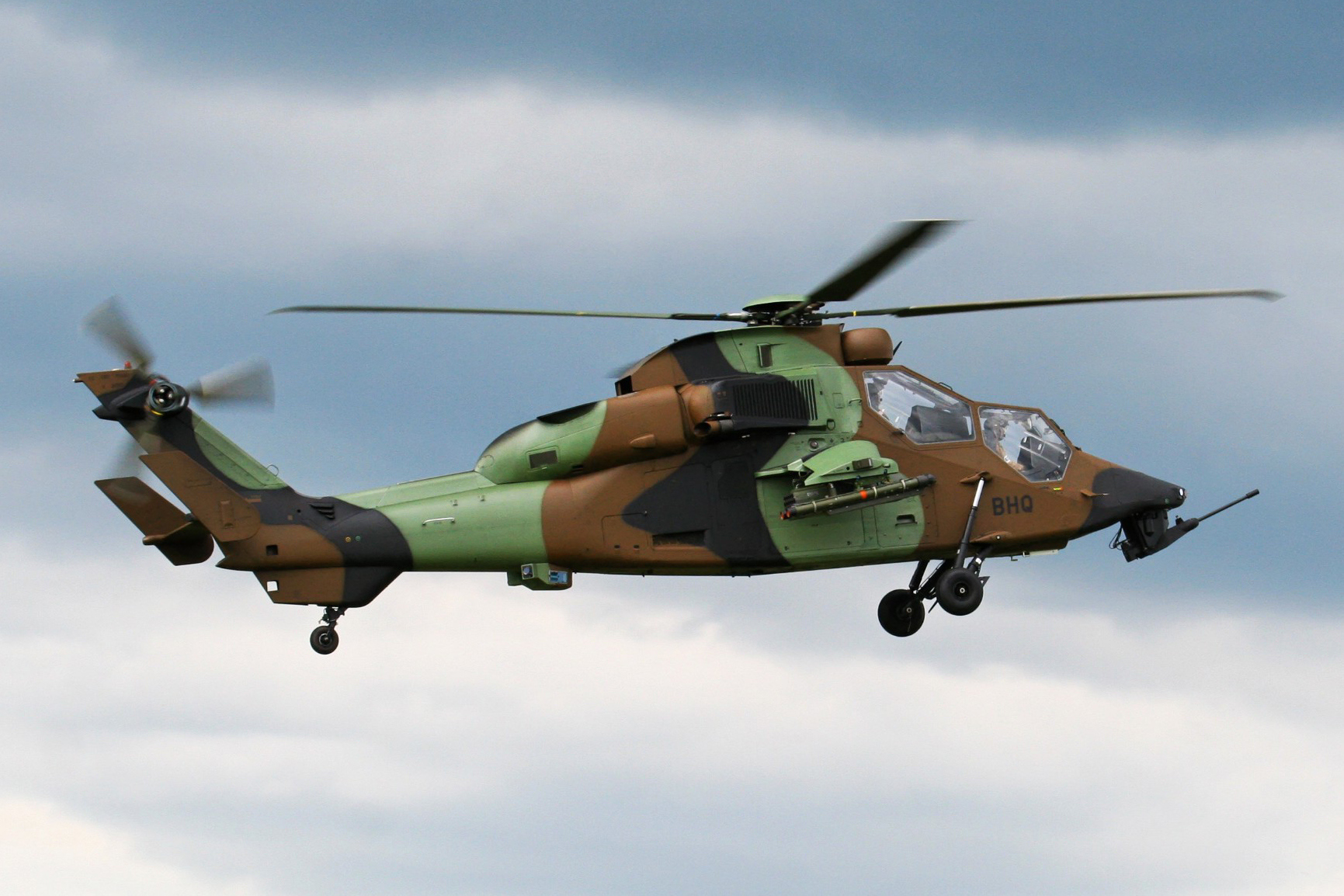
Eurocopter Tigre ALAT v letu
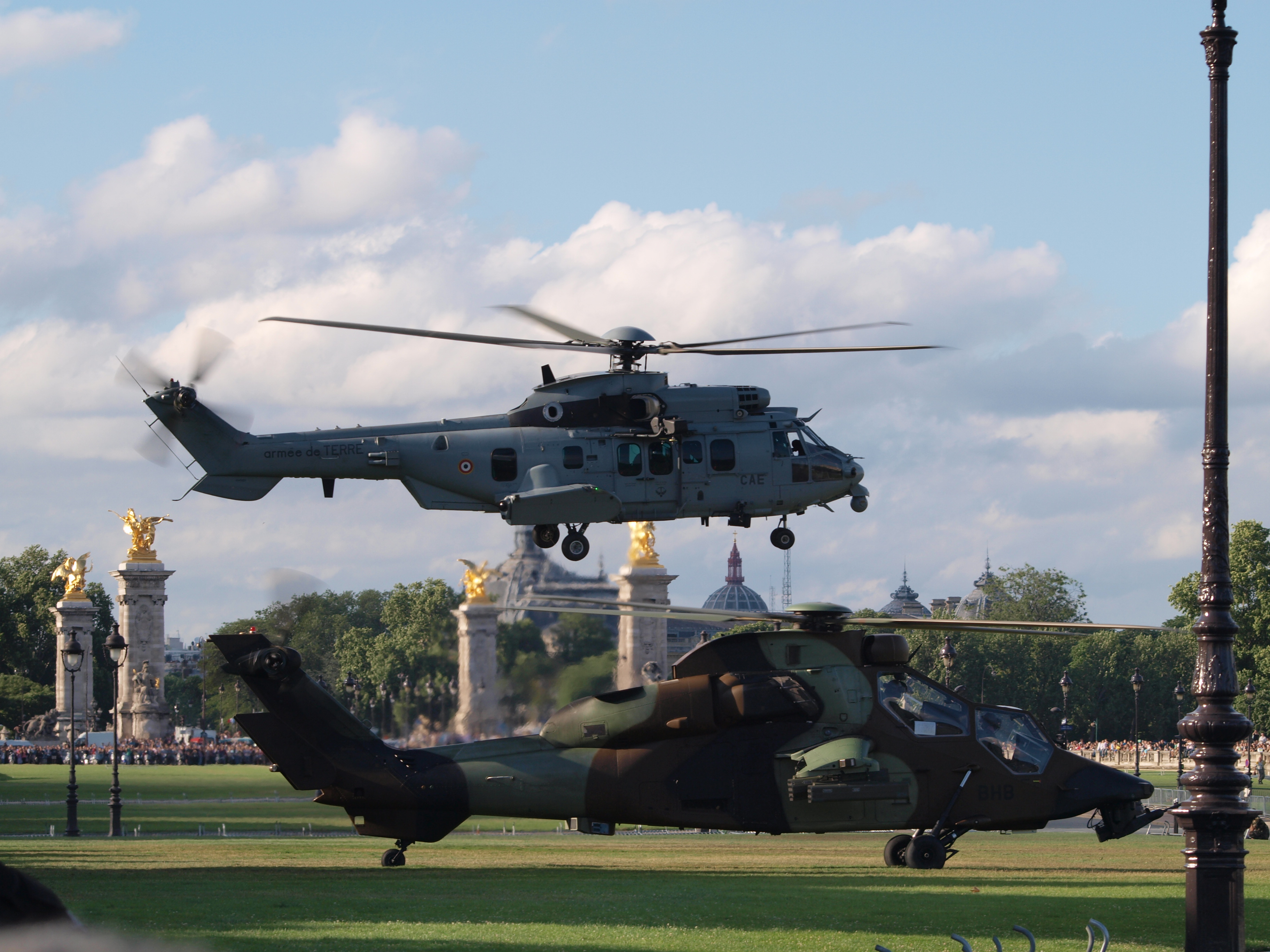
Eurocopter Tigre a Caracal armádního letectva Francie
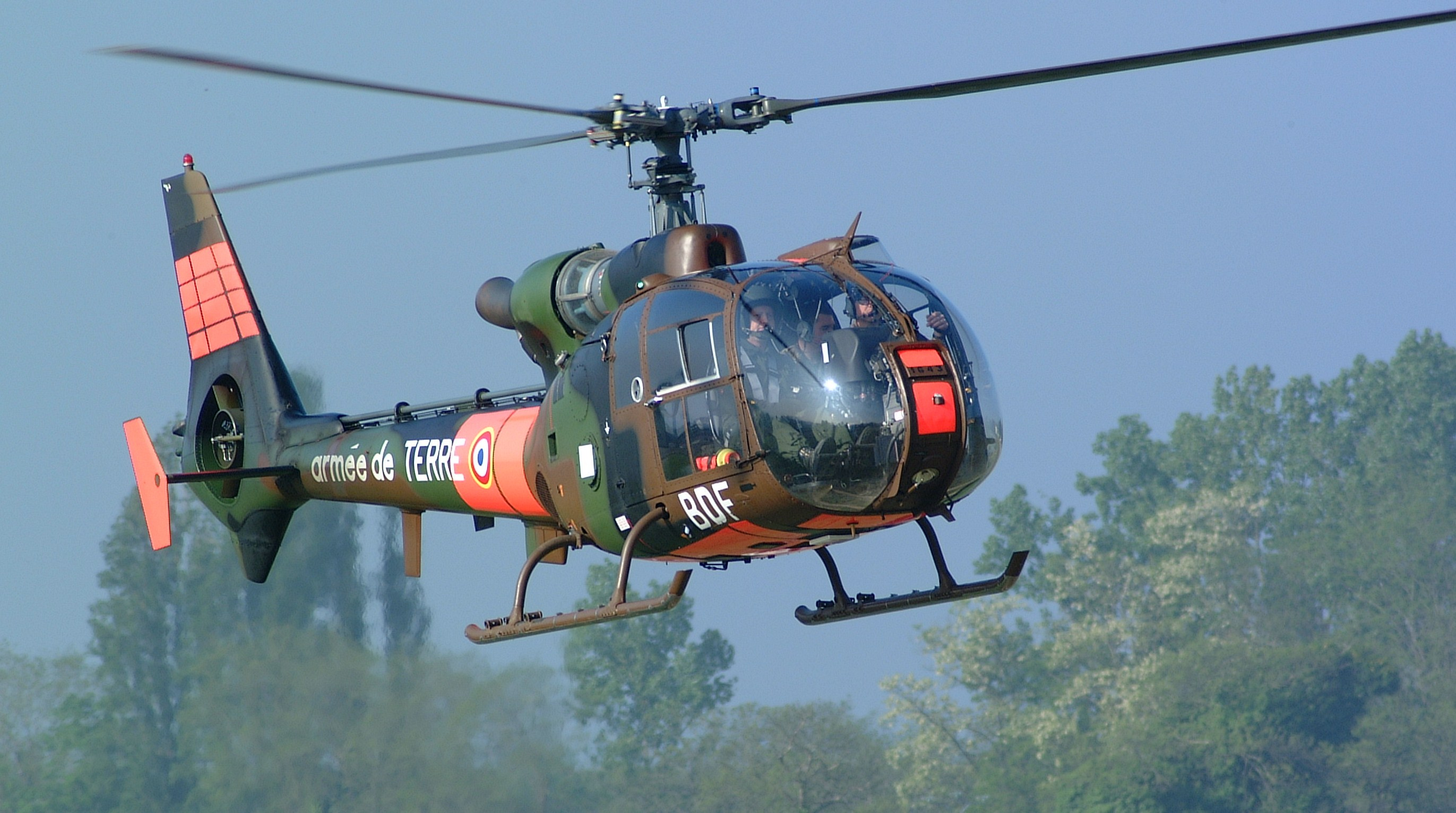
Cvičný vrtulník SA.341F Gazelle
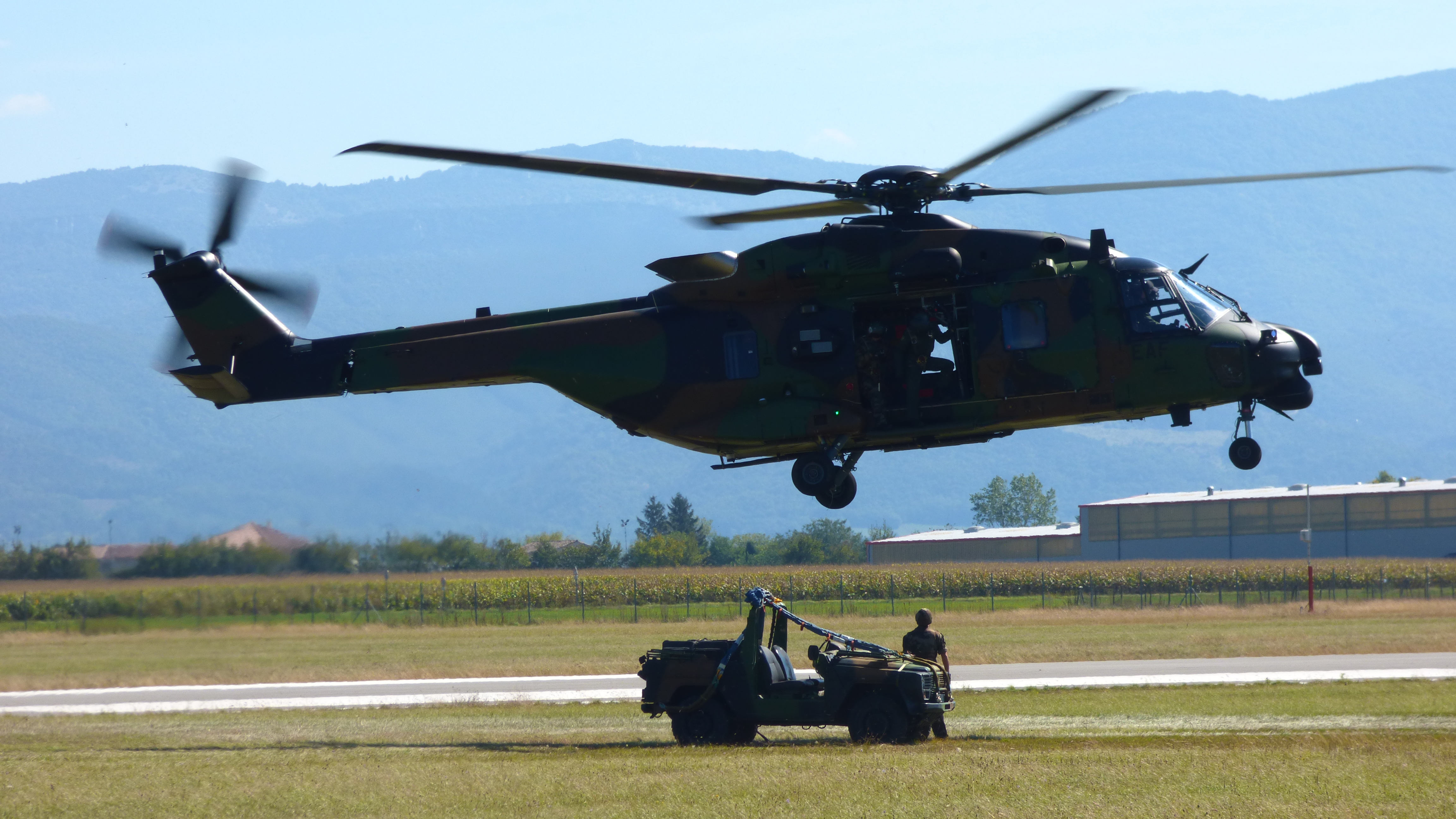
Transportní TTH90 Caïman
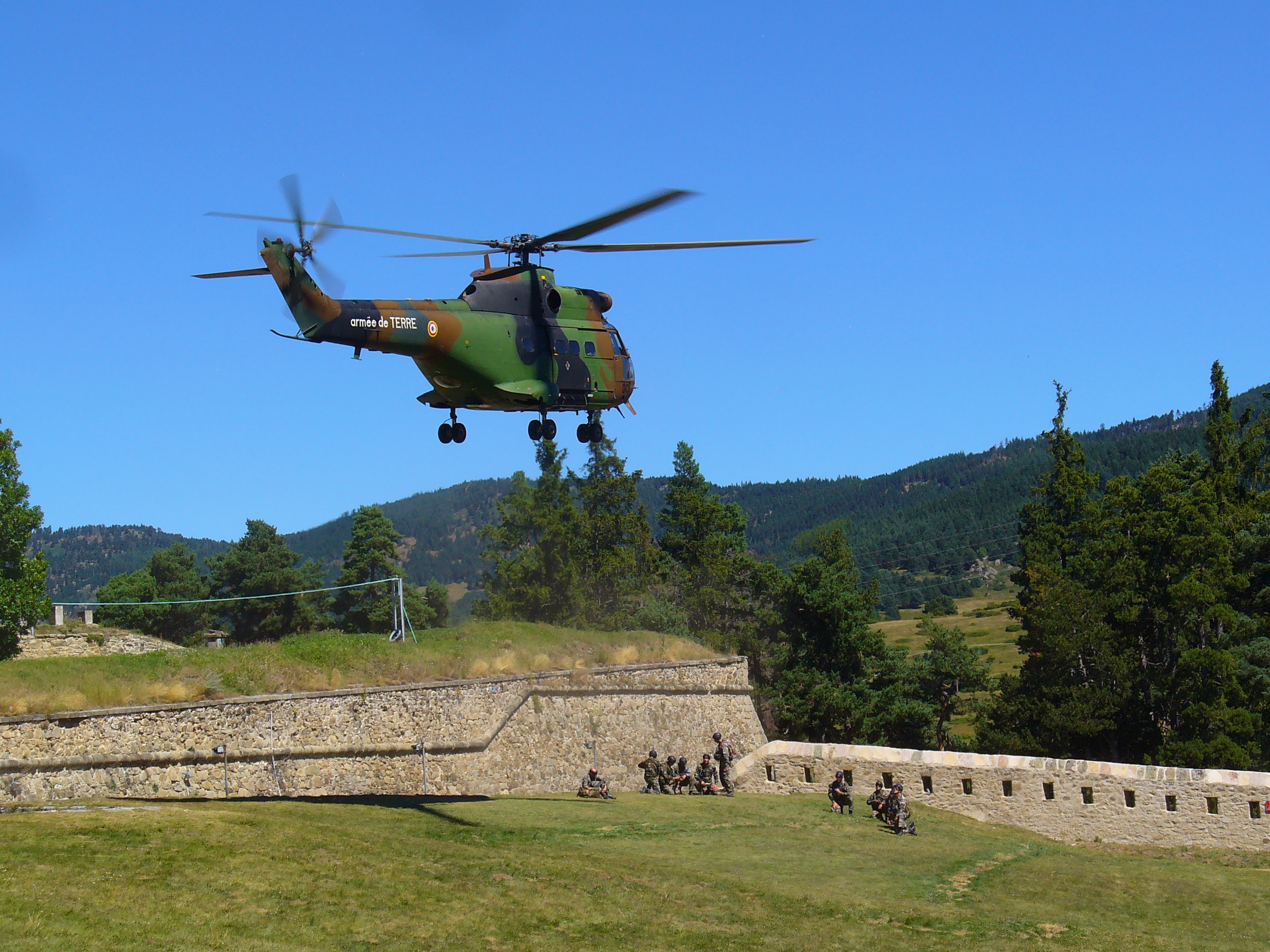
SA.330 Puma při cvičení
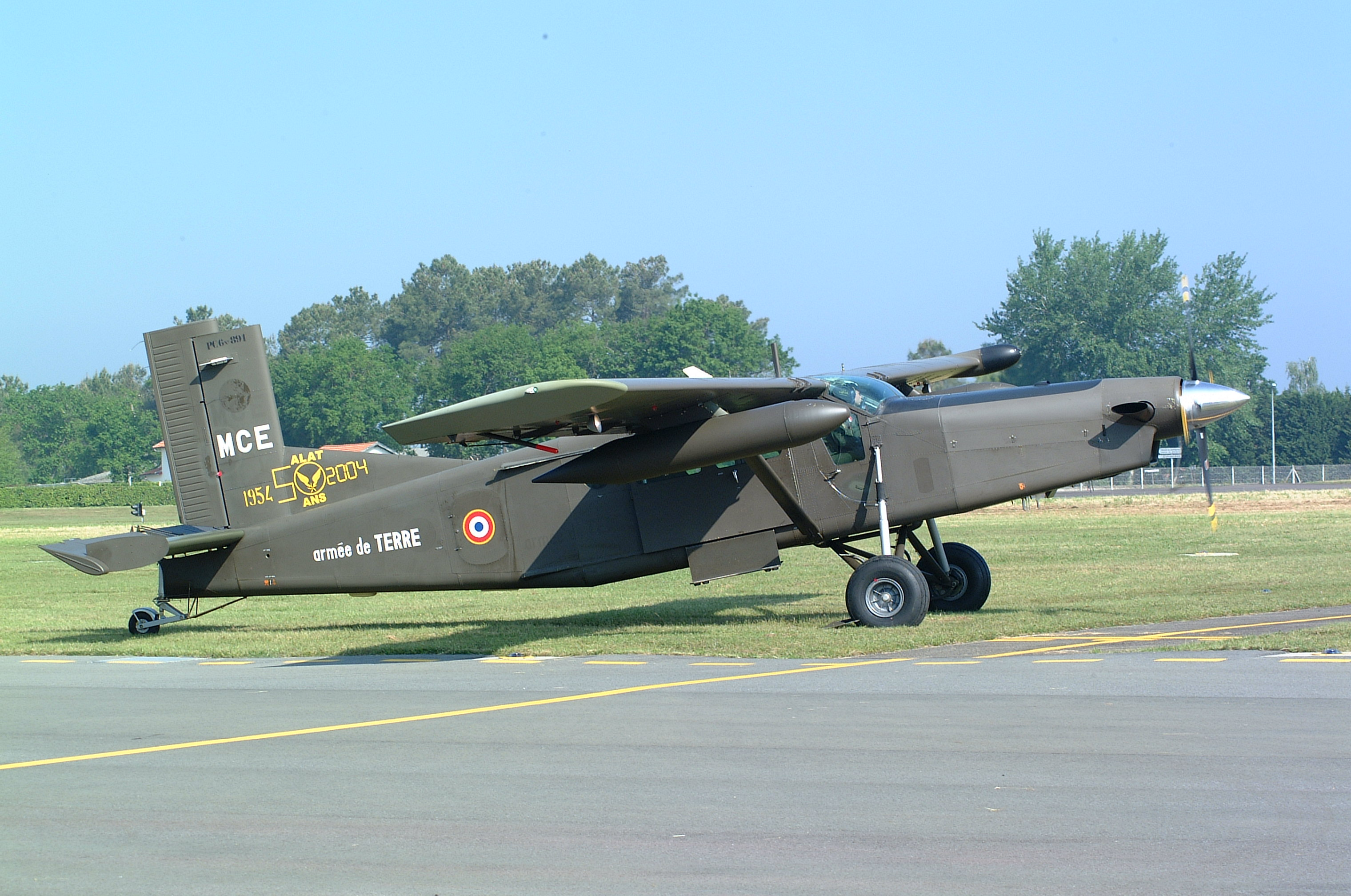
PC-6 Turbo Porter ALAT
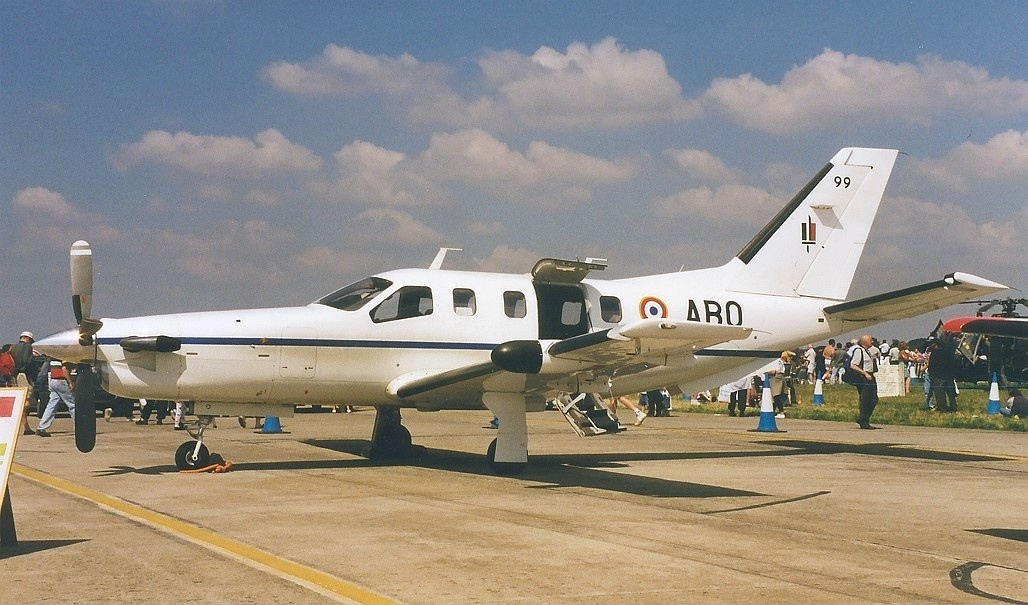
Francouzský armádní letoun Socata TBM-700